# Марек (футбольный клуб)
ФК «Марек» (болг. ФК Марек Дупница) — болгарский футбольный клуб из города Дупница, основанный в 1947 году. Обладатель Кубка Болгарии 1978 года.

## История
Футбольный клуб «Марек» был основан в 1947 году в городе Дупница, после объединения четырёх местных клубов. Команда выступала на домашнем стадионе «Бончук», рассчитанном на 16 000 зрителей.
В 1948 году клуб стал частью недавно созданного первого дивизиона чемпионата страны. На протяжении 1950-х и 60-х годов клуб с переменчивым успехом выступал в первой и второй лиге Болгарии. Самым большим достижением «Марека» стало 5-е место в сезоне 1960/61 года.
Наиболее заметные успехи в истории клуба произошли в конце 1970-х и начале 80-х годов. «Марек» занял третье место в лиге в 1977 году и выиграл кубок в 1978 году, выиграв в финале у софийского ЦСКА со счетом 1:0. Также в этот период команда участвовала в Кубке УЕФА, Кубке кубков и Кубке Интертото, одержав победы над немецкой «Баварией» и шотландским «Селтиком».
«Марек» снова оказался во втором дивизионе в 1982 году, а затем вылетел в третью лигу. Клуб вернулся в болгарскую высшую лигу только в 2002 году и сразу занял в сезоне 7-е место. На протяжении нескольких лет команда занимала позиции в середине таблицы, но в 2008 году после череды травм и смены тренеров финишировала на последнем месте, одержав только 5 побед в 30 играх.

## С 2010 года
Болгарская федерация футбола отказала «Мареку» в лицензии из-за финансовых долгов команды. Таким образом, клуб должен был начать выступать с региональной любительской лиги.
Уже в сезоне 2014/15 года «Марек» добился продвижения в высшую лигу, но уже в следующем году снова оказался во втором дивизионе: клуб не получил профессиональную лицензию из-за невыплаченных долгов, и команда была вновь переведена в любительскую лигу. По состоянию на 2019 год команда выступает в третьем дивизионе чемпионата Болгарии.

## Награды
- Третье место в чемпионате Болгарии: 1976/77
- Победители Второй лиги чемпионата Болгарии (5): 1956, 1958, 1967/68, 1975/76
- Обладатель Кубка Болгарии: 1978